# Campeonato Cearense de Fútbol Femenino
El Campeonato Cearense de Fútbol Femenino es una competición brasileña de fútbol femenino entre clubes de Ceará que se disputó por primera vez en 1983, haciendo una pausa y regresando solo en 2008, con la organización de la FCF.
Desde 2017 el campeón garantiza un cupo en el Campeonato Brasileño de fútbol femenino - Serie A2.

## Participantes en 2024
- Fortaleza (Fortaleza)
- Ceará (Fortaleza)
- R4 (Juazeiro do Norte)
- Juasal (Juazeiro do Norte)
- Crato (Crato)
- The Blessed (Fortaleza)

## Palmarés
| Año         | Campeón         | Subcampeón   |
| ----------- | --------------- | ------------ |
| 1983        | Ferroviário     | Horizonte    |
| 1984 - 2007 | No realizado    | No realizado |
| 2008        | Caucaia         | Floresta     |
| 2009        | Caucaia         | Ceará        |
| 2010        | Fortaleza       | Caucaia      |
| 2011        | Caucaia         | Guarany      |
| 2012        | Caucaia         | América      |
| 2013        | Caucaia         | Juventus     |
| 2014        | Juventus        | Rio Branco   |
| 2015        | Caucaia         | Juventus     |
| 2016        | Menina Olímpica | Fortaleza    |
| 2017        | São Gonçalo     | Caucaia      |
| 2018        | Ceará           | Tiradentes   |
| 2019        | Ceará           | Fortaleza    |
| 2020        | Fortaleza       | Ceará        |
| 2021        | Ceará           | Fortaleza    |
| 2022        | Fortaleza       | Ceará        |
| 2023        | Ceará           | Fortaleza    |
| 2024        | Ceará           | Fortaleza    |

## Títulos por equipo
| Club            | Títulos | Subtítulos | Años campeón                       | Años subcampeón              |
| --------------- | ------- | ---------- | ---------------------------------- | ---------------------------- |
| Caucaia         | 6       | 2          | 2008, 2009, 2011, 2012, 2013, 2015 | 2010, 2017                   |
| Ceará           | 5       | 3          | 2018, 2019, 2021, 2023, 2024       | 2009, 2020, 2022             |
| Fortaleza       | 3       | 5          | 2010, 2020, 2022                   | 2016, 2019, 2021, 2023, 2024 |
| Juventus        | 1       | 2          | 2014                               | 2013, 2015                   |
| Menina Olímpica | 1       | 0          | 2016                               | ----                         |
| São Gonçalo     | 1       | 0          | 2017                               | ----                         |
| Ferroviário     | 1       | 0          | 1983                               | ----                         |
| Floresta        | 0       | 1          | ----                               | 2008                         |
| Guarany         | 0       | 1          | ----                               | 2011                         |
| América         | 0       | 1          | ----                               | 2012                         |
| Rio Branco      | 0       | 1          | ----                               | 2014                         |
| Tiradentes      | 0       | 1          | ----                               | 2018                         |
| Horizonte       | 0       | 1          | ----                               | 1983                         |

## Goleadoras
| Año  | Jugadora          | Club             | Goles |
| ---- | ----------------- | ---------------- | ----- |
| 2008 | Karlinha          | Horizonte        | 16    |
| 2009 | Vivi              | Caucaia          | 16    |
| 2010 | Elizete Araújo    | Fortaleza        | 18    |
| 2011 | Rayssa Rhayanna   | Caucaia          | 14    |
| 2012 | Marcela           | Pacatuba         | 14    |
| 2013 | Fabiana           | Juventus         | 7     |
| 2014 | Fabiana           | Juventus         | 7     |
| 2015 | Ronaldinha Raissa | Caucaia Juventus | 10    |
| 2016 | Daiane            | Menina Olímpica  | 12    |
| 2017 | Marta Naizia      | Menina Olímpica  | 11    |
| 2018 | Marta Naizia      | Ceará            | 15    |
| 2019 | Maria             | Ceará            | 10    |
| 2020 | Natalia           | Fortaleza        | 9     |
| 2021 | Letícia           | Fortaleza        | 9     |
| 2022 | Isabella          | Fortaleza        | 11    |
| 2023 | Natalia Saana     | Fortaleza R4     | 12    |
| 2024 | Bea               | Fortaleza        | 11    |